# علاقة الإنترنت
علاقة الإنترنت
علاقة الإنترنت (بالإنجليزية: Internet relationship)‏: هي علاقة بين أشخاص التقوا على شبكة الإنترنت، وفي العديد من الحالات لا يعرفون بعضهم إلا عبره. تشبه علاقات الإنترنت علاقات الصداقة البريدية من نواح عديدة. قد تكون العلاقة غرامية، أو عُذرية، أو حتى مبنية على شؤون تجارية. عمومًا، تُعزَز علاقة الإنترنت (أو العلاقة المتصلة بالإنترنت) لفترة معينة من الزمن قبل أن تُسمى علاقة، كما في العلاقات الشخصية. الفارق الأساسي هنا أن علاقة الإنترنت تُعزز عبر حاسوب أو عبر أحد الخدمات المتصلة بالإنترنت، وقد يلتقي أطراف العلاقة شخصيًا وربما لا. خلافًا لذلك، المصطلح واسع إلى حد ما ويمكن أن ينطوي على العلاقات القائمة على المراسلة، أو الفيديو، أو الصوت، أو حتى على شخصية افتراضية. يمكن أن تكون العلاقة بين أشخاص من أقاليم مختلفة، أو بلدان مختلفة، أو جوانب مختلفة من العالم، أو حتى بين أشخاص يقيمون في المنطقة نفسها لكن لا يتواصلون شخصيًا.

## التطورات التكنولوجية
وفقًا لجيه. مايكل جاف، مؤلف الجنس، الأسماء المستعارة، والاتصال عبر الحاسوب: تقنيع الهويات وتعرية النفوس، «أُنشئ الإنترنت في المقام الأول لتعجيل التواصل بين العلماء الحكوميين وخبراء شؤون الدفاع، ولم تكن ثمة نية لجعله «وسط التواصل الشخصي» الشعبي الذي أصبحه على الإطلاق»، ومع ذلك، يستمر تطوير وإطلاق أجهزة ثورية جديدة تمكن الجماهير الشعبية من التواصل عبر الإنترنت على الدوام.
تزداد سهولة التواصل عبر الإنترنت وتنخفض تكلفته عند حيازة جهاز واحد قابل للوصول إلى الإنترنت مثل الهواتف المحمولة، والأجهزة اللوحية، والحواسيب المحمولة، والهواتف الذكية، بدلًا من حيازة العديد من الأجهزة لمختلف الاستخدامات وطرق التفاعل. من الطرق الأخرى للتواصل عبر الإنترنت بواسطة هذه الأجهزة هي استخدام خدمات وتطبيقات مثل البريد الإلكتروني، وسكايب، وآي تشات، وبرامج التراسل الفوري، وخدمات الشبكات الاجتماعية، ومجموعات النقاش غير التزامني، والألعاب المتصلة بالإنترنت، والعوالم الافتراضية والشبكة العنكبوتية العالمية.
بعض طرق التواصل عبر الإنترنت هذه غير تزامنية (بمعنى أنها ليست فورية)، مثل يوتيوب وبعضها تزامني (أي تواصل مباشر)، مثل تويتر. يعني التواصل المتزامن أن يتفاعل طرفان أو أكثر مباشرة عبر محادثة صوتية أو نصية.

## أنماط العلاقات
هناك العديد من أنماط علاقات الإنترنت الممكنة في عالم التكنولوجيا الراهن.

### المواعدة عبر الإنترنت
المواعدة عبر الإنترنت هامة للغاية في حيوات العديد من الأفراد حول العالم. يعَد انحسار الدعارة من أكبر منافع نشوء المواعدة عبر الإنترنت. لم يعُد الناس بحاجة لأن يجوبوا الشوارع بحثًا عن علاقات عرضية. بل أصبح بإمكانهم إيجادها على الإنترنت إذا كان ذلك ما يشتهون. توفر مواقع المواعدة عبر الإنترنت خدمات إيجاد الشريك للناس ليستطيعوا إيجاد الحب أو أيًا كان ما يبحثون عنه. فتح ابتكار الإنترنت وإبداعاته التقدمية الأبواب للناس لمعرفة أناس آخرين ربما لم يكونوا ليتعرفوا عليهم أبدًا دونه.

### إبداعات مواقع المواعدة الإلكترونية
رغم أن إمكانية تحميل مقاطع الفيديو على الإنترنت ليست ابتكارًا جديدًا، أصبحت أسهل منذ عام 2008 بفضل يوتيوب. بدأ يوتيوب فورة مواقع بث مقاطع الفيديو في عام 2005 وخلال ثلاث سنوات، بدأ مطورو الشبكة العنكبوتية الأصغر تطبيق مشاركة مقاطع الفيديو على مواقعهم. انتفعت مواقع المواعدة عبر الإنترنت جدًا منذ أن تزايدت سهولة وإمكانية تحميل الصور ومقاطع الفيديو. مقاطع الصور والفيديو على ذات القدر من الأهمية بالنسبة للصفحات الشخصية الخاصة. يمكن إيجاد هذه الصفحات الشخصية أيضًا على المواقع المستخدمة لإنشاء علاقات بين الأشخاص عدا عن المواعدة. «ليس من الضروري أن يُنقص الغياب الحقيقي للجسد شيئًا من حُضوره». عادةً ما زالت المواقع الأقدم والأقل تطورًا تسمح للمستخدمين بتحميل صورة، وغالبًا ما تشترط عليهم ذلك. توفر المواقع الأحدث والأكثر تقدمًا إمكانية بث الوسائط بصورة مباشرة عبر صفحة المستخدم الشخصية على الموقع. أصبح تضمين مقاطع الفيديو والصور ضرورة تقريبًا لمواقع التواصل الاجتماعي الجنسية بغية الحفاظ على إخلاص أعضائها. إن مشاهدة مقاطع الفيديو ومشاركتها أمر مغرٍ بالنسبة لمستخدمي الإنترنت، خصوصًا عند تشكيل علاقات أو صداقات.

#### مستخدمون
وفقًا لمقال نشرته صحيفة نيويورك تايمز، إيجاد الشريك عبر وسيط أمر موجود منذ منتصف العقد الأول من القرن التاسع عشر. أصبحت المواعدة عبر الإنترنت متوفرة في منتصف تسعينيات القرن العشرين، مع ظهور مواقع المواعدة الإلكترونية الأولى. تخلق مواقع المواعدة هذه مساحة لتحرير الجنسانية. وفقًا لسام ياغان من موقع المواعدة الإلكتروني أوكيه كيوبيد (OkCupid)، «المدة الواقعة بين رأس السنة وعيد الحب هي ستة الأسابيع الأكثر ازدحامًا في عامنا». لا تشمل التغييرات التي خلقتها شركات المواعدة عبر الإنترنت زيادة الانتقائية عند المنفردين فحسب، بل ارتفاع الزيجات بين الأعراق المختلفة وبث تقبل الأفراد مثليي الجنس. مواقع المواعدة الإلكترونية «هي مكان حيث تستمتع الأقليات الجنسية، والأشخاص ثنائيو الجنس والمثليون بحرية قد وجدوها حديثًا». أظهرت العديد من الدراسات يُسر إنتاج المواعدة عبر الإنترنت تقاربًا وتآلفًا أكبر بين الأفراد لأنها تتجاوز العراقيل التي قد توجد في التفاعلات وجهًا لوجه. «تتيح المشاركة في علاقات شخصية عبر الإنترنت حرية كاملة تقريبًا من علاقات السيطرة الموجودة في العالم غير المتصل بالإنترنت/ الحقيقي».
يُمثَل عدد كبير من الهويات الجنسية الافتراضية في الصفحات الشخصية على الإنترنت. كمية المعلومات الشخصية التي يُشترط على المستخدمين تزويدها في تزايد مستمر. إن عدد مستخدمي الإنترنت الذين يبدؤون باستكشاف جوانب من هوياتهم الجنسية وتجريبها اليوم في تزايدٍ، بينما سابقًا، ربما كانوا ليشعروا بعدم الارتياح نتيجة القيود الاجتماعية أو الخوف من تداعيات محتملة. معظم مواقع الإنترنت المحتوية على صفحات شخصية خاصة تشترط على الأفراد ملء قسم «معلومات شخصية». غالبًا ما تشمل هذه الأقسام على سلسلة من أسئلة الاختيار من متعدد. نتيجة حجب الهوية في هذه الصفحات الشخصية الافتراضية، يميل الأفراد أكثر إلى لعب «دور» في كونهم واحدًا من «الأنواع» المحددة مسبقًا، رغم أنه بعيدًا عن الإنترنت، قد تمنع التحفظات الفردَ من مشاركة الأجوبة الحقيقية.
أُجري أيضًا العديد من الدراسات لمراقبة المواعِدين عبر الإنترنت والسبب وراء تحولهم إلى الإنترنت للبحث عن شركاء علاقة غرامية. وفقًا لروبرت جيه. بريم وروندا إل. لينتون، يتشجع مستخدمو ألعاب الإنترنت، والمواقع الإلكترونية، وغيرها من المجتمعات الافتراضية على إخفاء هوياتهم وتعلم أشياء عن أنفسهم لم يعرفوها قبلًا. عند إخفاء الهوية، يمكن لمستخدم الإنترنت أن يكون أي شخص يريده في اللحظة ذاتها. لديهم القدرة على المجازفة بالخروج من منطقة راحتهم والتصرف على أنهم أشخاص مختلفون تمامًا.